# Rafał Mroczek
Rafał Mroczek (ur. 18 lipca 1982 w Siedlcach) – polski tancerz, aktor niezawodowy. Zyskał popularność rolą Pawła Zduńskiego w serialu telewizyjnym M jak miłość emitowanym w TVP2 od 2000.

## Młodość
Ma dwoje rodzeństwa, brata bliźniaka Marcina oraz siostrę Agatę.
Studiował na Wydziale Inżynierii Lądowej Politechniki Warszawskiej. Ukończył studia na Politechnice Warszawskiej na kierunku budownictwo. Nie ma wykształcenia aktorskiego.
W młodości był tancerzem zespołu tanecznego Caro Dance oraz ćwiczył gimnastykę akrobatyczną.

## Kariera w mediach
Ogólnopolską rozpoznawalność przyniosła mu rola Pawła Zduńskiego w serialu TVP2 M jak miłość, w którym gra od 2000. W 2005 zagrał w teledysku do piosenki zespołu Ivan i Delfin „Czarna dziewczyna”. W latach 2009–2010 grał aspiranta Olafa Wieczorka w serialu Polsatu Pierwsza miłość.
W 2006 w parze z Anetą Piotrowską zwyciężył w trzeciej edycji programu rozrywkowego TVN Taniec z gwiazdami, po czym zajął drugie miejsce w finale programu Finał Finałów Tańca z gwiazdami oraz brał udział w ogólnopolskiej trasie objazdowej Taniec z gwiazdami w Twoim mieście. Wraz z bratem otrzymał tego roku Różę Gali w kategorii „Piękne debiuty”. Występował również w programach rozrywkowych TVP2: w parze z Anetą Kowalską zajął drugie miejsce w finale pierwszej edycji programu rozrywkowego TVP2 Gwiazdy tańczą na lodzie (2007), był bohaterem formatu Przygarnij mnie (2015) i w parze z Przemysławem Cypryańskim zajął trzecie miejsce w drugiej edycji programu Dance Dance Dance (2020).

## Życie prywatne
Pozostawał w nieformalnym związku z tancerką Anetą Piotrowską, którą poznał wiosną 2006 podczas realizacji trzeciej edycji programu Taniec z gwiazdami. Następnie był związany z aktorką Urszulą Dębską. Przez 13 lat pozostawał w nieformalnym związku z Joanną Skrzyszewską, z którą ma córkę Zofię (ur. 2016). 11 maja 2024 poślubił Magdalenę Czech.

## Filmografia
- od 2000: M jak miłość jako Paweł Zduński, syn Marii
- 2009–2010: Pierwsza miłość jako aspirant Olaf Wieczorek
- 2009: Tancerze jako Obsada aktorska (odc. 7)
- 2010: Nowa jako makler Krzysztof Kapusta (odc. 11)
- 2010: Dancing for you jako ochroniarz
- 2011: Los numeros jako Julian, kolega Sylwii
- 2019: Raz, jeszcze raz jako Blokers
- 2019: Mowa ptaków jako lekarz
- 2022: Gang Zielonej Rękawiczki jako grabarz